# SWORD BREAKER
『SWORD BREAKER』（ソードブレイカー）は、梅澤春人による日本の漫画、および作中に登場する武具の名称。『週刊少年ジャンプ』（集英社）にて、2002年35号から同年51号まで連載された。単行本は全2巻。ハイ・ファンタジーを題材としたファンタジー漫画で、従来の作品とは違った独特の絵のタッチや、本作の敵であるアバルの信徒のキャラクター造形などが特徴的である。
執筆を行った梅澤春人はジャンプコミックス1巻において、本作を「肉ばかり食べてると魚も食べたくなる、ファミレスとか行くとメニューの写真に騙されてチョコパフェを食べたくなる、この作品を描いた動機はそんな感じ…かな？」というコメントを寄せている。一方で、同2巻においては「ファンタジー作品を連載するチャンスを貰えて、とても楽しかったし勉強になった」という旨のコメントをしている。
後に『ヤングエース』（KADOKAWA）にて、2021年5月号から2022年11月号まで連載された『異世界行っても少年マンガの主人公は１ミリもブレない!!!』は作中13話および単行本3巻裏表紙にて『SWORD BREAKER』の続編である事が明かされており、主人公・酒谷鉄丸は『SWORD BREAKER』の登場人物・酒谷虎一の息子であり、同作の最終回で登場した赤ん坊が成長した姿である。

## あらすじ
1000年前、聖地ブリリアントの迷宮に安置された「切れないものはない」という伝説の剣を盗み出した邪悪な魔法使いアバルが、無敵の盾・ソードブレイカーを携えた勇者ルルドとの戦いに敗れ去った。しかし、死の間際に放たれたアバルの呪いによって、ルルドは赤ん坊の姿にされた上に記憶を封じられ、異世界である現代日本へと飛ばされてしまった。
現代日本へ飛ばされたルルドは、高校生の少年・虎一に拾われミコトと名付けられた。それから10年の月日を異世界で過ごしていたが、ふとしたきっかけから勇者の記憶を取り戻し、呼びかけに応じて帰還した元の世界で、虎一そっくりの剣士トランスに出会う。彼の剣士としての心意気に打たれたルルドは、虎一からもらった名であるミコトを名乗り、彼と共にソードブレイカーから失われたガーディアンダイアモンドを探す旅を始める。しかし行く手には、邪神アバルの復活を目論むアバルの信徒率いる魔人たちが待ち構えていた。

## 登場人物

### ミコトと仲間達
ミコト
主人公。無敵の盾「ソードブレイカー」を持つ勇者である。本名はルルド＝ジュリアード＝アレクサンドル＝マキシマーム＝ジーク＝ダイアモンド。1000年前、世界征服を企むアバルと戦い勝利するも呪いをかけられ、記憶を封印されて赤ん坊の姿にされた上、現代日本に飛ばされる。そこで高校生の少年・虎一に拾われ尊（ミコト）と名付けられ、10年間育てられた。しかし、あるきっかけから記憶を取り戻して元の世界に帰還し、ソードブレイカーから失われてしまったガーディアンダイアモンドを探すために旅を始める。
誰にも愛されなかったゆえに強い憎しみを抱いていたズールに憐れみの情を抱き、致死性の伝染病にかかっていることを知りつつズールを抱擁し、命と引き換えに人の温もりを伝えた。
その後、現実世界で幼馴染と結婚した虎一の子供として転生した。
トランス
勇者の魂が眠る聖地でミコトが出会った剣士。ガーディアンダイアモンドの持ち主であり、それが縁となってミコトと出会うことになった。ソードスピリッツを固く心に誓い、ミコトの宿命を知って彼を守るガーディアンになることを決意する。祖国の剣士団に所属していた時にアバルの魔人との戦いを経験し、唯一生き残った過去を持つ。
サーナ　
女だけの戦闘部族・フィメール族の女剣士で、ガーディアンダイアモンドの持ち主でもある。剣士だが刀剣の類はあまり使わず、鋭く磨いて刃をつけた両足の金属製の義足を武器とする。彼女の一族は男性との恋愛・結婚・妊娠は禁じられており、孤児の少女を拾ってきて育てることで一族を形成する。そして15歳で最も多く武勲を挙げたものに伝説の石であるガーディアンダイアモンドが授けられ、数年間の猶予付きで結婚相手を探す旅に出ることが許される。結婚相手となるべき人が石に触れると光り輝くといわれ、その相手がソードブレイカーの持ち主であるミコトであったため、ミコトを「ダーリン」と呼ぶ。旅の目的は「世界一強いお嫁さんになること」である。

### アバルの信徒
大預言者ズール
邪神アバルの言葉を預かる預言者。ごく普通の人間として生まれたが、触れたものを容赦なく犯す伝染性の不治の病を生まれつき患っていた。そのため、母親は生まれて間もなく死に、その病を戦争に利用しようとする者たちによって過酷な人体実験の材料にされ、ありとあらゆる肉体的な苦痛を味わわされた末に精神崩壊をきたす。
その後、さまよっていた意識が邪神アバルの精神と同化、アバルの信徒として覚醒する。大預言者としてアバルに選ばれ、海上に聳え立つ魔城ガッデムに住み、人間にデビルコアを与えて作り出した「剣邪」と呼ばれる部下に、アバル神復活のための指令を与えていた。
グルトニーを倒したミコトの存在に危機感を覚え、残る七剣邪のデビルコアをすべて奪い取って吸収し、異形の姿に変貌して襲い掛かるが、復活を遂げたソードブレイカーの力をまとったミコトの一撃の前に敗れ去る。生い立ちゆえ人の温もりを知らず、自分の憎しみが新たな信徒を選び出しアバルを復活させるだろうと豪語していたが、愛を湛えたミコトの抱擁に心を洗われ、昇天した。

#### 七剣邪
グリード
最初に立ちはだかった七剣邪。自らの体を巨大な剣に変形させて技を放つ。グルトニーに大預言者ズールの指令を伝えた。終盤にデビルコアを抜き取られ死亡する。
名前の由来は「強欲」・「貪欲」を意味する英語「Greed（グリード）」から。
グルトニー
殺戮を好む残忍な性格の七剣邪。鎧のような外骨格をまとった姿をしており、片手がドラゴンの頭のようになっている。そこから光線を放って攻撃するほか、ドラゴンの姿に変形する事もできる。
元々は人間の弱さや醜さに絶望した殺人鬼で、多くの女子供を殺して幽閉されていたところをズールに目を付けられ、魔人となった。聖地の一つであるミネルバを攻略し、殺害した人間の頭蓋骨で巨大な宮殿「スカル・パゴダ」を建造するなど、度を越したあまりもの残虐非道ぶりは、グリードも「殺しすぎだ」と苦言を呈するほど。薬草ケッシーナを取りにきたミコト一行を危機に追い込むが、無敵の盾を鎧としてまとったミコトに体を貫かれて死亡した。
名前の由来は「大食」・「暴食」を意味する英語「Gluttony（グルトニー）」から。
ラスト
七剣邪のひとりで、話し方などが女性的である。勇者抹殺を目論むズールによってデビルコアを引き剥がされて死んだため、詳細は不明である。
名前の由来は「色欲」・「肉欲」を意味する英語「Lust（ラスト）」から。
レス
七剣邪で一番の巨漢。勇者抹殺を目論むズールによってデビルコアを引き剥がされて死んだため、詳細は不明である。
名前の由来は「怒り」・「憤怒」を意味する英語「Wrath（レース）」から。
プライド
武士のような口調が特徴的な七剣邪。勇者抹殺を目論むズールによってデビルコアを引き剥がされて死んだため、詳細は不明である。
名前の由来は「高慢」・「傲慢」を意味する英語「Pride（プライド）」から。
エンヴィー
七剣邪で一番小柄。勇者抹殺を目論むズールによってデビルコアを引き剥がされて死んだため、詳細は不明である。
名前の由来は「嫉妬」・「羨望」を意味する英語「Envy（エンヴィー）」から。
スロウス
体の中央部に顔があり、さらに三つの球状の頭部を持つ異形の七剣邪。勇者抹殺を目論むズールによってデビルコアを引き剥がされて死んだため、詳細は不明である。
名前の由来は「怠惰」を意味する英語「Sloth（スロウス）」から。

#### その他
ブロッケン
元は剣士団を率いる剣士だった。トランスら一向にいいがかりをつけて卑怯な決闘に持ち込み、反撃されて倒されたことを逆恨みし、その憎悪の念に付けこんだグリードによってデビルコアを埋め込まれ、魔人と化す。6本に増殖した腕全てが鋭い刃になっている。復讐に我を忘れて飛び掛かってきたトランスを返り討ちにするも、弱い者を守るために戦うという志を思い出した彼の剣筋に巻き返され、腕を全て切り落とされる。降参したと見せかけてとどめの一撃(口から剣の形を死鋭い触手を吐き出した)を放つが、吹き飛ばされたトランスの手から放り出された剣が刺さって死亡した。
邪神アバル
1000年前、世界を恐怖に陥れた邪悪な魔法使い。聖地ブリリアントの迷宮に安置されていた「切れないものはない」という伝説の剣を盗み出し、世界中に戦争を仕掛けたが、ソードブレイカーを携えた勇者ルルドとの戦いに敗れ肉体を失い、異次元の狭間を漂っていた。同じく精神崩壊を起こしていたズールに肉体を与えて預言者として選び、邪神アバルとして崇拝されることになる。
ミコトとの戦いに敗れ絶命したズールが憎しみの念を残さず昇天したことで、その後は二度と復活することは無かった。

### 異世界（現実世界）
酒谷虎一
工事現場で働く高校生の少年。解体現場となった教会で拾った赤ん坊にミコトと名付け、父親・兄弟代わりとなる。不良に絡まれ、ミコトを守るために命を張って戦ったことがきっかけで、封じられていたミコトの記憶が蘇った。気絶している間にミコトについての記憶は一切消されてしまったが、その後由佳と再会し結婚して赤ん坊を授かることになる。容姿や心意気など、トランスによく似ている。
後に描かれた続編『異世界行っても少年マンガの主人公は１ミリもブレない!!!』において、苗字が『酒谷』である事が明かされ、同時に息子・鉄丸が10歳の頃に解体現場での作業中に発生した事故で、崩れてきた瓦礫の下敷きとなって亡くなってしまった事が語られた。
赤ん坊(酒谷鉄丸)
虎一と由佳の間に授かった子。ミコトの転生体である事を示す痣が額に見られる。この赤ん坊こそが、後に描かれた続編『異世界行っても少年マンガの主人公は１ミリもブレない!!!』の主人公・鉄丸である事が、当作の13話で明かされた。
じっちゃん
孤児院「太陽の家」経営者。ミコトが9歳のころに心筋梗塞で他界する。
由佳
虎一の小学校時代の幼なじみ。看護婦をしており後に結婚する
無敵の未成年様
中学生の不良3人組。ボディーガード契約と称し、小学生に携帯番号を教える代わりに金を要求するというカツアゲを行っていたが、虎一の制裁を受け、逆恨みしてミコトを人質に虎一を暴行する。未成年だから人を殺しても重い罪にはならないと思っている。勇者の記憶に目覚めたミコトによって、1人は持っていたナイフを砕かれその破片が顔中に刺さり、もう1人は折れた鉄パイプが口に飛びこみ頬を貫通し、最後の1人は金属バットを口に突っ込まれて歯が全部折れるという無残な反撃を受けた。

## 書誌情報
- 梅澤春人 『SWORD BREAKER』 集英社〈ジャンプ・コミックス〉、全2巻
  1. 2002年12月9日第1版発行、ISBN 4-08-873352-5
  2. 2003年3月9日第1版発行、ISBN 4-08-873397-5